# Acontius machadoi
Acontius machadoi är en spindelart som först beskrevs av Roger de Lessert 1938.  Acontius machadoi ingår i släktet Acontius och familjen Cyrtaucheniidae.
Artens utbredningsområde är Kongo. Inga underarter finns listade i Catalogue of Life.